# Difusió atòmica

Difusió atòmica a través d'una xarxa de 4 coordinats. Tingueu en compte que els àtoms sovint es bloquegen entre si per moure's a llocs adjacents. Segons la llei de Fick, el flux net (o moviment dels àtoms) és sempre en la direcció oposada al gradient de concentració.

Ions H ^{+} que es difonen en una xarxa O ^{2-} de gel superiònic.

La difusió atòmica és un procés de difusió pel qual el moviment aleatori d'àtoms activat tèrmicament en un sòlid dona lloc al transport net d'àtoms. Per exemple, els àtoms d'heli dins d'un globus poden difondre's a través de la paret del globus i escapar, donant lloc a que el globus es desinfli lentament. Altres molècules d'aire (per exemple, oxigen, nitrogen) tenen mobilitats més baixes i, per tant, es difonen més lentament a través de la paret del globus. Hi ha un gradient de concentració a la paret del globus, perquè inicialment el globus estava ple d'heli i, per tant, hi ha molt heli a l'interior, però hi ha relativament poc heli a l'exterior (l'heli no és un component important de l'aire). La velocitat de transport es regeix per la difusivitat i el gradient de concentració.
En l'estat sòlid cristal·lí, la difusió dins de la xarxa cristal·lina es produeix per mecanismes intersticials o de substitució i es coneix com a difusió de la xarxa. En la difusió de la gelosia intersticial, un difusor (com el C en un aliatge de ferro) es difondrà entre l'estructura de la xarxa d'un altre element cristal·lí. En la difusió de gelosia de substitució (autodifusió per exemple), l'àtom només es pot moure substituint el lloc per un altre àtom. La difusió de la xarxa de substitució sovint depèn de la disponibilitat de punts vacants a tota la xarxa cristal·lina. Les partícules difusores migren d'un punt vacant a un altre punt per un salt ràpid, essencialment aleatori (difusió del salt).
Com que la prevalença de les vacants puntuals augmenta d'acord amb l'equació d'Arrhenius, la velocitat de difusió de l'estat sòlid del cristall augmenta amb la temperatura.